# Bañón
Bañón – gmina w Hiszpanii, w prowincji Teruel, w Aragonii, o powierzchni 54,27 km². W 2011 roku gmina liczyła 162 mieszkańców.